# Antonio Martínez Dagnino
Antonio Martínez Dagnino (Ciudad de México, 15 de octubre de 1986) es un contador público y funcionario mexicano. Es el actual jefe del Servicio de Administración Tributaria (SAT) desde el 10 de octubre de 2022 durante la presidencia de Andrés Manuel López Obrador.

## Trayectoria
Martínez Dagnino es licenciado en Contaduría y maestro en Finanzas por la Facultad de Contaduría y Administración de laUniversidad Nacional Autónoma de México (UNAM).

### Trayectoria Profesional
Trabajó más de una década de experiencia en el Sistema Financiero Mexicano y en las áreas de Política Fiscal y Tributaria de la Administración Pública Federal.
Se ha desempeñado en áreas de auditoría, supervisión y análisis de instrumentos financieros, fue subdirector de área en la Dirección General de Grupos e Intermediarios Financieros de la Comisión Nacional Bancaria y de Valores (CNBV), donde se especializó en regulación del sistema financiero y creó procedimientos para la supervisión del capital y liquidez de las instituciones.
El 1 de diciembre de 2018 fue designado por el presidente Andrés Manuel López Obrador como titular de la Administración General de Grandes Contribuyentes (AGGC) del Servicio de Administración Tributaria (SAT).